# Eco del Noya
Eco del Noya era una publicació setmanal, publicada a Igualada entre 1877 i 1880. Portava el subtítol «Semanario de intereses morales y materiales» i també «Economia y progreso. Trabajo y justicia».

## Descripció
La redacció i administració de la publicació era al carrer de Sant Just, núm. 1, d'Igualada. El primer número es va publicar l'11 de novembre de 1877 i el darrer el 119, amb data 25 de gener de 1880. S'editava en castellà, sortia cada diumenge i tenia quatre pàgines, a tres columnes, amb un format de 38 x 27 cm.
Aquest periòdic va publicar un número 0, el dia 16 d'octubre de 1877, on exposava el seu programa i on es llegeix: «Nuestro lema será defender los intereses de todos; Hacer censuras y reclamaciones con verdadera imparcialidad; Pedir reformas y proclamar elogios á quien corresponda; Atacar al mucho caciquismo que envuelve nuestra villa, sin descender por esto al escabroso terreno de las personalidades».

## Directors i redactors
El primer director va ser Guillermo Saavedra; a partir del núm. 19, va ser Camil Aguilera i des del núm. 77 va dirigir el periòdic Guillermo Dueñas.
La majoria de redactors ja havien col·laborat a El Eco de Igualada i el nou periòdic era de “la mateixa tendència política, liberal, però més deixatada. Escrivien molts versos, però la vida local, que era el que interessava, quedava molt a segon terme”. Entre els redactors hi havia: Pere Bosch i Soldevila, Joaquima Hernández de Moga, Eliseo de la Roca, Josep Panadés; Joan Serra i Constansó, Manuel Sendino García i Enrique Camacho Cano.

## Localització
- Biblioteca Central d'Igualada. Plaça de Cal Font. Igualada (col·leccions en paper)